# Gothic & Lolita Bible
Gothic & Lolita Bible (ゴシック&ロリータバイブル Goshikku ando Rorīta Baiburu?, lit. La Biblia de moda gótica y lolita) es una revista japonesa de moda, combinación entre libro y revista que se enfoca en la moda gótica, vestidos de época, gothic lolita y lolita. Comenzó a publicarse en 2001 por Index Communications, siendo una nueva versión de la revista de moda japonesa llamada Kera. Desde febrero de 2008 una versión en inglés se publica en Estados Unidos de la mano de la compañía Tokyopop; fue descontinuada poco después en el año 2009.

## Historia

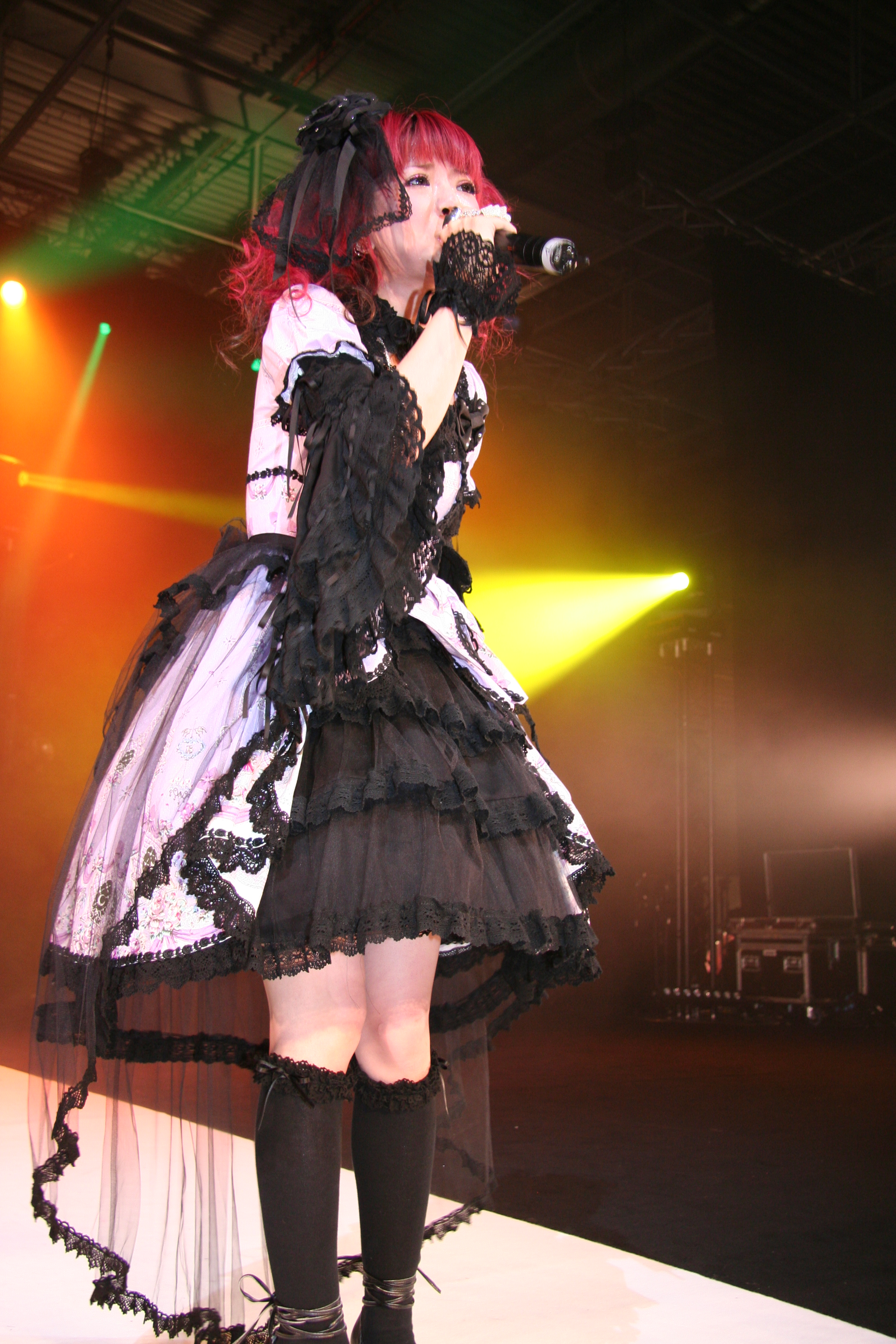
Nana Kitade, promotora de la moda lolita

La compañía Index Communications inició publicando la Gothic & Lolita Bible como una nueva versión de la revista Kera en 2001, fundada por Mariko Suzuki; el músico japonés Mana sugirió la creación de la revista junto con Nana Kitade otra celebridad japonesa; ambos ayudaron a promover la revista de moda usando autendos relacionados en eventos. La mayoría del contenido de la revista se enfoca a la moda lolita, siendo la más popular de las dos que expone.
La idea de la publicación de una versión inglesa de la revista fue en 2003, en 2007 Tokyopop anunció la publicación y un primer volumen en febrero de 2008. Contenía artículos de ediciones anteriores de la versión original. Otro contenido incluía historias cortas, entrevistas y notas de la edición japonesa, adicionalmente había contenido original relacionado con la moda, eventos y tendencias ghotic lolita en Estados Unidos.

## Recepción
La revista estuvo en la posición 10 del sitio web About.com en 2008 en la categoría mejor revista o revista de manga. Recibió mayormente comentarios positivos en su versión en inglés. Sandra Scholes de Active Anime comentó que "el contenido de la revista es esencial para armar todo un armario de moda lolita". Danielle Van Gorder de Mania Entertainment comentó que "el contenido de esta revista podría satisfacer desde una casual de la moda a la más experimentada amante del estilo lolita". En marzo de 2017 la revista anunció que finalizan la impresión de ejemplares, después de 16 años de publicación en Japón.